# Novi Šeher
Novi Šeher je naseljeno mjesto u sastavu općine Maglaj, Federacija Bosne i Hercegovine, BiH. Kroz Novi Šeher protiče rijeka Lješnica.

## Stanovništvo
| Novi Šeher         |                |                |                |
| godina popisa      | 1991.          | 1981.          | 1971.          |
| Muslimani          | 1.417 (78,63%) | 1.204 (82,57%) | 1.135 (89,72%) |
| Hrvati             | 275 (15,26%)   | 121 (8,29%)    | 74 (5,84%)     |
| Srbi               | 48 (2,66%)     | 34 (2,33%)     | 33 (2,60%)     |
| Jugoslaveni        | 43 (2,38%)     | 61 (4,18%)     | 8 (0,63%)      |
| ostali i nepoznato | 19 (1,05%)     | 38 (2,60%)     | 15 (1,18%)     |
| ukupno             | 1.802          | 1.458          | 1.265          |

## Mediji
- Radio Novi Šeher

## Sport
- NK Novi Šeher
- NK Gromovnik Novi Šeher

## Poznate osobe
- Stjepan Šunjić, hrv. visoki državni dužnosnik[1]

## Vanjske poveznice
- Portal Novog Šehera  Arhivirana inačica izvorne stranice od 9. veljače 2016. (Wayback Machine) Povijest, 12. prosinca 2012.